# 프로이트 심리학
프로이트 심리학(Freudian psychology)은 지그문트 프로이트에 의해 창안된 심리학이다. 정신분석학의 학파이다.